# Juloratoriet (film)
Juloratoriet är en svensk film från 1996 i regi av Kjell-Åke Andersson efter en roman av Göran Tunström.

## Handling
Det är 1930-tal och Sidners mamma Solveig dör i en tragisk cykelolycka, så han, hans syster och hans pappa Aron flyttar till Sunne och börjar jobba på hotell. Aron skaffar sig en brevvän, Tessa på Nya Zeeland. Han börjar drömma om giftermål med denna unga kvinna på andra sidan jorden. Aron kan inte komma över Solveigs död och han tycker sig träffa henne på flera ställen. Filmen är delvis inspelad i Hjo.

## Medverkande
- Peter Haber - Aron
- Lena Endre - Solveig
- Johan Widerberg - Sidner
- Henrik Linnros - Sidner som barn
- Krister Henriksson - Victor
- Axel Widegren - Victor som barn
- Viveka Seldahl - Fanny
- Fiona Mogridge - Tessa
- Sif Ruud - Selma Lagerlöf
- Tomas von Brömssen - Kanonkungen
- Jonas Karlsson - Stollen
- Ingvar Hirdwall - Edman
- Per Oscarsson - Fälldin
- Gerd Hegnell - Såsdrottningen
- Tord Peterson - Björk
- Eddie Axberg - Lantz
- Dan Sjögren - kantor
- Gustav Levin - magistern
- Hans Mosesson - granne
- Kerstin Tidelius - översköterska
- Per Svensson - läkare
- Jan Holmquist - auktionsförrättare